# Aeneator benthicola
Aeneator benthicola is een soort in de klasse van de Gastropoda (Slakken).
Het dier komt uit het geslacht Aeneator en behoort tot de familie Buccinidae. Aeneator benthicola werd in 1963 beschreven door Dell.